# Witchboard
Cet article concerne le film original. Pour le remake, voir Witchboard (film, 2024).
Pour les articles homonymes, voir Ouija (homonymie).
Série
Witchboard 2: The Devil's Doorway
(1986)
Pour plus de détails, voir Fiche technique et Distribution.
Witchboard (parfois titré Ouija) est un film américano-britannique réalisé par Kevin Tenney et sorti en 1986.
Il connait deux suites et un remake.

## Synopsis
Lors d'une fête, une femme se passionne pour une séance de Ouija, ce jeu qui fait appel aux esprits. Très vite, elle commence à faire des séances seule, et à s'attirer des ennuis.

## Fiche technique
- Titre original et français : Witchboard
- Titre alternatif : Ouija
- Réalisation et scénario : Kevin Tenney
- Photographie : Roy H. Wagner
- Musique : Dennis Michael Tenney
- Pays de production :  États-Unis,  Royaume-Uni
- Genre : Horreur, fantastique
- Durée : 90 minutes
- Date de sortie : 1986

## Distribution
- Todd Allen : Jim Morar
- Clare Bristol : Anchorwoman
- Burke Byrnes : Lt. Dewhurst
- Tawny Kitaen : Linda Brewster
- Rose Marie : Mrs. Moses
- Kathleen Wilhoite : Zarabeth

## Autour du film
Le film a engendré deux suites : Witchboard II: The Devil's Doorway en 1993 et Witchboard III: The Possession en 1995. Un remake est prévu pour 2024.